# Cantor Fitzgerald
Cantor Fitzgerald ist ein US-amerikanisches global tätiges Finanzdienstleistungsunternehmen mit Sitz in New York City, das sich auf Investmentbanking, Handel mit Wertpapieren, Brokerage und andere Finanzdienstleistungen spezialisiert hat. Die Mitarbeiter von Cantor Fitzgerald arbeiten an mehr als 30 Standorten, darunter in Finanzzentren in Nord- und Südamerika, Europa, im asiatisch-pazifischen Raum und im Nahen Osten.

## Tätigkeit
Cantor Fitzgerald ist in verschiedenen Bereichen der Finanzdienstleistungsbranche aktiv und bedient institutionelle Kunden, darunter Banken, Hedgefonds, Versicherungen und Pensionsfonds. Das Kerngeschäft umfasst den Handel mit festverzinslichen Wertpapieren, Devisen, Aktien und Derivaten. Das Unternehmen ist besonders auf Anleihen spezialisiert und gehört zu den von der Federal Reserve Bank of New York lizenzierten Händlern von US-Staatsanleihen. Darüber hinaus bietet das Unternehmen Dienstleistungen in den Bereichen Investmentbanking, Research, Prime Brokerage und Trading an. Cantor Fitzgerald ist auch im Bereich der Technologie und Datenanalyse tätig und entwickelt Lösungen für den Finanzmarkt. Die Unternehmenstochter Newmark ist im Immobiliensektor tätig.

## Geschichte
Cantor Fitzgerald wurde 1945 von Bernard Gerald Cantor und John Fitzgerald gegründet. Das Unternehmen begann als Brokerage-Firma und entwickelte sich schnell zu einem wichtigen Akteur im Handel mit festverzinslichen Wertpapieren. In den 1970er Jahren führte Cantor Fitzgerald elektronische Handelsplattformen ein, was die Effizienz und Geschwindigkeit des Handels erheblich steigerte. Im Jahre 1991 wurde Howard Lutnick Präsident und CEO von Cantor Fitzgerald und 1996 zusätzlich Chairman. Er löste den Gründer Bernard Gerald Cantor ab, welcher das Unternehmen knapp 50 Jahre lang geführt hatte.
Cantor Fitzgerald war das Unternehmen, welches am schwersten von den Terroranschlägen am 11. September 2001 betroffen war. Cantor Fitzgerald hatte seinen Hauptsitz in den oberen Etagen des Nordturms, und 658 der 960 Mitarbeiter des Unternehmens kamen bei den Anschlägen ums Leben. CEO Howard Lutnick überlebte den Anschlag, weil er seinen Sohn in den Kindergarten brachte, sein Bruder Gary starb jedoch. In den Tagen nach dem Anschlag musste Cantor aufgrund seiner prekären finanziellen Lage Zahlungen an die Hinterbliebenen der Opfer einstellen. Trotz dieser schweren Verluste gelang es dem Unternehmen, sich zu erholen und seine Geschäftstätigkeit fortzusetzen. Die Familien der Opfer erhielten später ein Entschädigungspaket. Im Jahr 2006 spendete das Unternehmen zusätzlich 180 Millionen Dollar für die Angehörigen seiner Mitarbeiter, die von den Anschlägen des 11. September betroffen waren.
Im Februar 2025 wurde CEO Howard Lutnick Handelsminister der USA im Kabinett Trump II von US-Präsident Donald Trump. Sein Nachfolger als Chairman wurde sein Sohn Brandon Lutnick.